# محمية الوبرة
محمية الوبرة محمية طبيعية قطرية تقع في غرب مدينة الدوحة بحوالي 40 كم تقريباً. اسسها محمد بن علي آل ثاني عام 1960 على مساحة 22 كم2.
تضم المحمية 40-45 نوعًا وسلالة من أنواع الغزلان والمها. يوجد بها سلالات نادرة مثل الغزال السعودي.